# Armadale (Australie-Occidentale)
Pour les articles homonymes, voir Armadale.
Armadale est une banlieue de Perth en Australie-Occidentale, en Australie.
Elle est située au sud-est de Perth, dans la Cité d'Armadale.